# Палаццо Вьяфора
Палаццо Вьяфора (итал. Palazzo Viafora) — палаццо (дворец), расположенный в историческом центре Кассано-алло-Йонио в регионе Калабрия. Находится на холме, где когда-то стоял храм Поллукса.  С 2011 года в нём находится дом-музей.

## История
Палаццо, изначально принадлежавший семье Кидикимо, был куплен семьёй Вьяфора в первой половине XIX века. 

## Описание
Дворец сохранил свою первоначальную архитектуру: строгий фасад в стиле барокко с пилястрами и коринфскими капителями, комнаты и спальня с мебелью, библиотека-архив, в которой можно найти многочисленные документы, представляющие исторический интерес: журналы, газеты и ежедневные издания, юридические архивы, государственные документы, фотографии той эпохи, портреты и коллекции открыток, старые школьные и университетские тексты, награды и медали.
Особый интерес представляет сад в стиле модерн, украшенный старинным монументальным фонтаном с каменным бассейном и умывальником, а также великолепной террасой с видом на равнину Сибари.

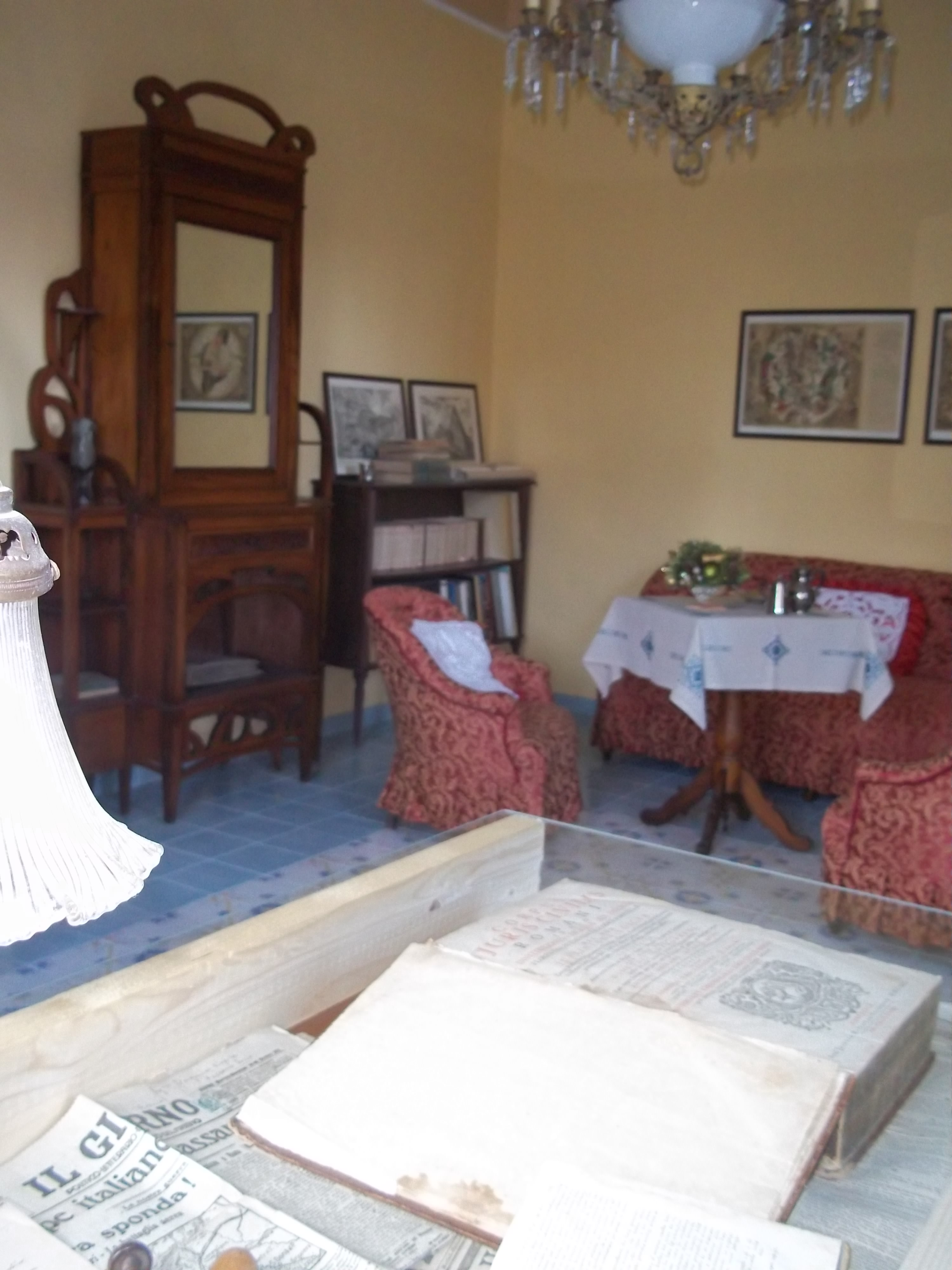
Интерьер
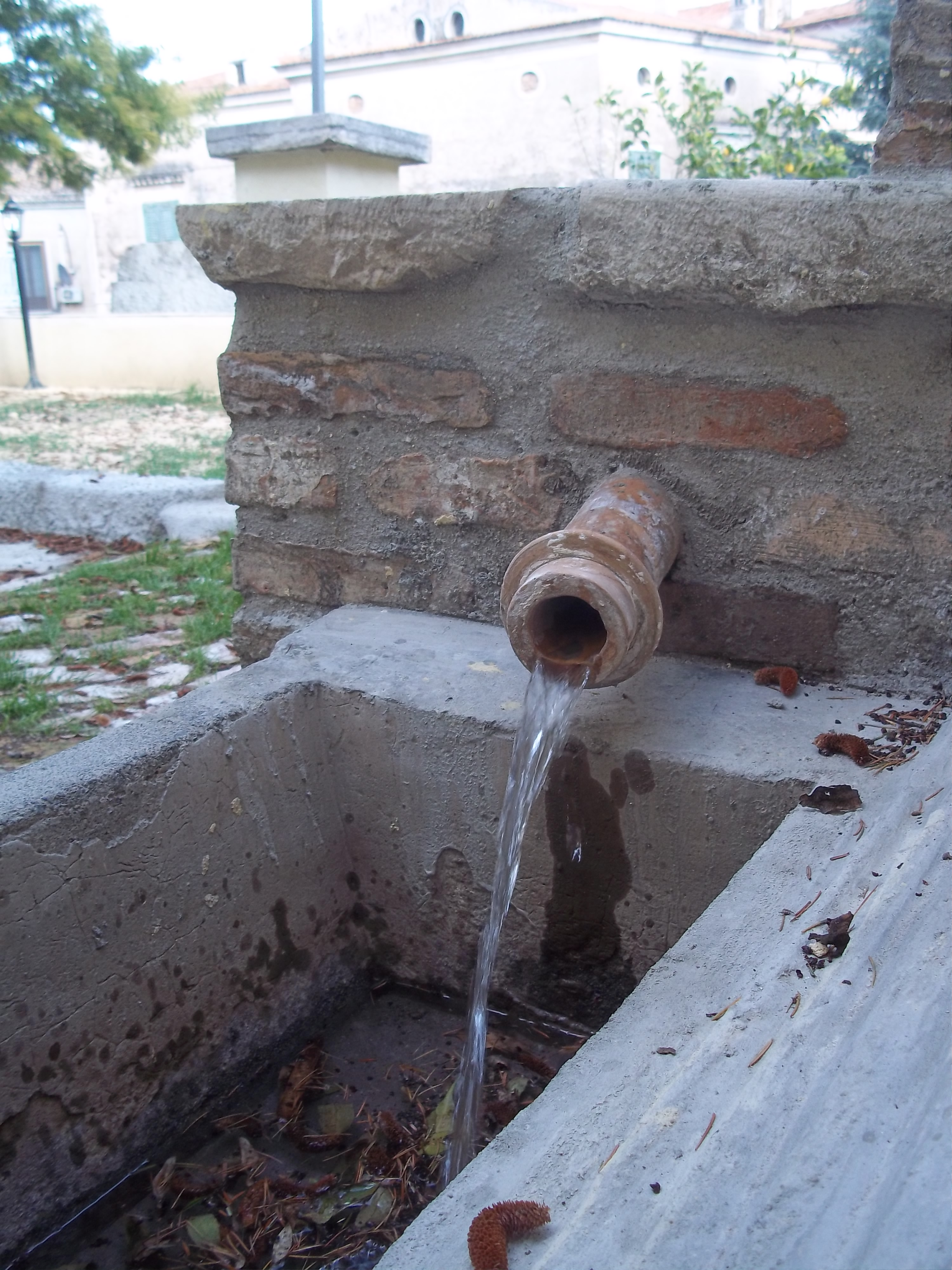
Сад. Фонтан с каменным бассейном

## Дом-музей
С 18 декабря 2011 года во дворце располагается Дом-музей Палаццо Вьяфора, в котором хранится мебель XIX века, старинные книги и газеты, а также предметы интерьера и домашнего обихода той эпохи.

## Деятельность музея
В палаццо проводятся как частные мероприятия и встречи, так и конференции. В саду проводятся семинары и культурные мероприятия под открытым небом.